# Кинта-Нормаль
Кинта-Нормаль (исп. Quinta Normal) — коммуна в Чили. Одна из городских коммун города Сантьяго. Коммуна входит в состав провинции Сантьяго и Столичной области.

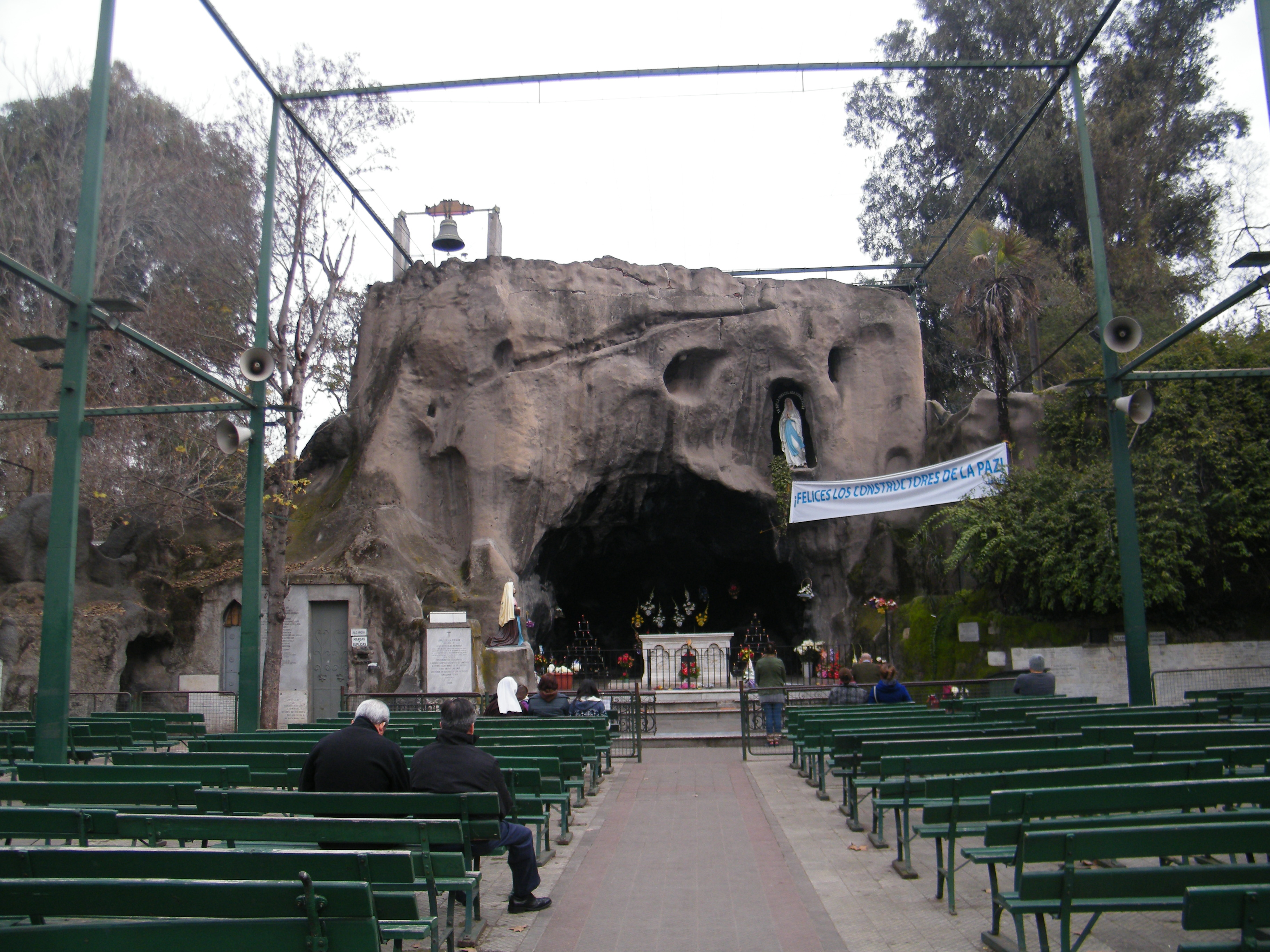
Грот Лурдес

Территория — 13 км². Численность населения — 110 026 жителей (2017). Плотность населения — 8463,5 чел./км².

## Расположение
Коммуна расположена на северо-западе города Сантьяго.
Коммуна граничит:
- на севере — с коммуной Ренка,
- на востоке — с коммуной Сантьяго,
- на юге — с коммуной Эстасьон-Сентраль,
- на юго-западе — с коммуной Ло-Прадо,
- на западе — с коммуной Серро-Навия.

## Демография
Согласно сведениям, собранным в ходе переписи 2017 г. Национальным институтом статистики (INE),  население коммуны составляет:
| Полное население                          | Полное население                          | Полное население                          | Полное население                          | Полное население                          | 110 026 |
| ----------------------------------------- | ----------------------------------------- | ----------------------------------------- | ----------------------------------------- | ----------------------------------------- | ------- |
| в том числе:                              | Городское население                       | 110 026                                   | Процент городского населения, %           | 100                                       |         |
|                                           | Сельское население                        | 0                                         | Процент сельского населения, %            | 0                                         |         |
|                                           | Мужское население                         | 53 669                                    | Процент мужского населения, %             | 48,78                                     |         |
|                                           | Женское население                         | 56 357                                    | Процент женского населения, %             | 51,22                                     |         |
| Плотность населения, чел./км²             | Плотность населения, чел./км²             | Плотность населения, чел./км²             | Плотность населения, чел./км²             | Плотность населения, чел./км²             | 8463,5  |
| Население коммуны в % к населению области | Население коммуны в % к населению области | Население коммуны в % к населению области | Население коммуны в % к населению области | Население коммуны в % к населению области | 1,55    |

| Динамика изменения населения коммуны | Динамика изменения населения коммуны | Динамика изменения населения коммуны | Динамика изменения населения коммуны |
| ------------------------------------ | ------------------------------------ | ------------------------------------ | ------------------------------------ |
| 1992                                 | 2002                                 | 2012                                 | 2017                                 |
| 116 349                              | 104 012▼                             | 101 737▼                             | 110 026▲                             |